# Ciclisme als Jocs Olímpics d'estiu de 1904 - 1/2 milla
La cursa de la 1⁄2 milla va ser una de les proves de ciclisme en pista que es van disputar als Jocs Olímpics de Saint Louis de 1904. És l'única vegada que s'ha disputat aquesta prova en uns Jocs Olímpics. La prova es va disputar el 2 d'agost de 1904, prenent-hi part 16 ciclistes, tots dels Estats Units. Es desconeix el nom de 2 dels participants.

## Medallistes
| Or            | Plata            | Bronze         |
| Marcus Hurley | Teddy Billington | Burton Downing |

## Resultats

### Sèries
Els dos primers classificats de cada sèrie passa a les semifinals. Es desconeix el nom dels quatre ciclistes que finalitzen en quarta posició a les sèries. Amb tot, se sap que dos d'ells són Joel N. McCrea i Oscar Schwab, però es desconeix en quina de les sèrie va prendre part.
| Posició | Ciclista          | Temps      |
| ------- | ----------------- | ---------- |
| 1.      | Marcus Hurley     | 1' 08,6"   |
| 2.      | George E. Wiley   | desconegut |
| 3.      | Arthur F. Andrews | desconegut |
| 4.      | desconegut        | desconegut |

| Posició | Ciclista       | Temps      |
| ------- | -------------- | ---------- |
| 1.      | A. Fritz       | 1' 07,0"   |
| 2.      | Charles Schlee | desconegut |
| 3.      | Oscar Goerke   | desconegut |
| 4.      | desconegut     | desconegut |

| Posició | Ciclista           | Temps      |
| ------- | ------------------ | ---------- |
| 1.      | Teddy Billington   | 1' 18,6"   |
| 2.      | Henry Wittman      | desconegut |
| 3.      | Anthony Williamson | desconegut |
| 4.      | desconegut         | desconegut |

| Posició | Ciclista       | Temps      |
| ------- | -------------- | ---------- |
| 1.      | Burton Downing | 1' 13,6"   |
| 2.      | Fred Grinham   | desconegut |
| 3.      | Leo Larson     | desconegut |
| 4.      | desconegut     | desconegut |

### Semifinals
Els dos primers classificats passen a la final.
| Posició | Ciclista        | Temps      |
| ------- | --------------- | ---------- |
| 1.      | Marcus Hurley   | 1' 12,8"   |
| 2.      | George E. Wiley | desconegut |
| 3-4     | A. Fritz        | desconegut |
| 3-4     | Charles Schlee  | desconegut |

| Posició | Ciclista         | Temps      |
| ------- | ---------------- | ---------- |
| 1.      | Teddy Billington | 1' 09,0"   |
| 2.      | Burton Downing   | desconegut |
| 3-4     | Fred Grinham     | desconegut |
| 3-4     | Henry Wittman    | desconegut |

### Final
| Posició | Ciclista         | Temps      |
| ------- | ---------------- | ---------- |
| Or      | Marcus Hurley    | 1' 09,0"   |
| Plata   | Teddy Billington | desconegut |
| Bronze  | Burton Downing   | desconegut |
| 4.      | George E. Wiley  | desconegut |